# Arnold Orowae
Arnold Orowae (ur. 15 czerwca 1955 w Aiopie, zm. 27 grudnia 2024 w Wabag) – papuaski duchowny rzymskokatolicki, w latach 2008–2024 biskup Wabag.

## Biografia
Arnold Orowae urodził się 15 czerwca 1955 w miejscowości Aiopa na Terytorium Papui i Nowej Gwinei. 14 grudnia 1983 otrzymał święcenia prezbiteriatu i został kapłanem diecezji Wabag.
14 grudnia 1999 papież Jan Paweł II mianował go biskupem pomocniczym diecezji Wabag oraz biskupem tytularnym Gisipy. 4 marca 2000 przyjął sakrę biskupią z rąk biskupa Wabag Hermanna Raicha SVD. Współkonsekratorami byli arcybiskup Mount Hagen Michael Meier SVD oraz biskup Mendi Stephen Joseph Reichert OFMCap.
19 października 2004 ten sam papież mianował go koadiutorem biskupa Wabag. 30 czerwca 2008, po przejściu poprzednika na emeryturę, objął diecezję. Był pierwszym ordynariuszem Wabagu pochodzącym z Papui-Nowej Gwinei.
Zmarł 27 grudnia 2024 w szpitalu w Wabag.